# Bussy-en-Othe
Bussy-en-Othe és un municipi francès, situat al departament del Yonne i a la regió de Borgonya - Franc Comtat. L'any 2007 tenia 758 habitants.

## Demografia

### Població
El 2007 la població de fet de Bussy-en-Othe era de 758 persones. Hi havia 312 famílies, de les quals 100 eren unipersonals (32 homes vivint sols i 68 dones vivint soles), 100 parelles sense fills, 88 parelles amb fills i 24 famílies monoparentals amb fills.
La població ha evolucionat segons el següent gràfic:
Habitants censats

### Habitatges
El 2007 hi havia 411 habitatges, 329 eren l'habitatge principal de la família, 58 eren segones residències i 24 estaven desocupats. 396 eren cases i 9 eren apartaments. Dels 329 habitatges principals, 282 estaven ocupats pels seus propietaris, 37 estaven llogats i ocupats pels llogaters i 11 estaven cedits a títol gratuït; 6 tenien una cambra, 20 en tenien dues, 62 en tenien tres, 90 en tenien quatre i 152 en tenien cinc o més. 254 habitatges disposaven pel capbaix d'una plaça de pàrquing. A 115 habitatges hi havia un automòbil i a 177 n'hi havia dos o més.

### Piràmide de població
La piràmide de població per edats i sexe el 2009 era:
| Homes | Edats   | Dones |
| ----- | ------- | ----- |
| 0     | 95 o +  | 0     |
| 4     | 90 a 94 | 6     |
| 5     | 85 a 89 | 17    |
| 3     | 80 a 84 | 6     |
| 16    | 75 a 79 | 14    |
| 19    | 70 a 74 | 30    |
| 26    | 65 a 69 | 30    |
| 26    | 60 a 64 | 19    |
| 17    | 55 a 59 | 28    |
| 27    | 50 a 54 | 33    |
| 28    | 45 a 49 | 37    |
| 33    | 40 a 44 | 31    |
| 29    | 35 a 39 | 23    |
| 20    | 30 a 34 | 23    |
| 23    | 25 a 29 | 28    |
| 25    | 20 a 24 | 17    |
| 21    | 15 a 19 | 29    |
| 30    | 10 a 14 | 21    |
| 24    | 5 a 9   | 24    |
| 16    | 0 a 4   | 21    |

## Economia
El 2007 la població en edat de treballar era de 476 persones, 319 eren actives i 157 eren inactives. De les 319 persones actives 294 estaven ocupades (154 homes i 140 dones) i 25 estaven aturades (18 homes i 7 dones). De les 157 persones inactives 73 estaven jubilades, 44 estaven estudiant i 40 estaven classificades com a «altres inactius».

### Ingressos
El 2009 a Bussy-en-Othe hi havia 320 unitats fiscals que integraven 721 persones, la mediana anual d'ingressos fiscals per persona era de 17.538 €.

### Activitats econòmiques
Dels 19 establiments que hi havia el 2007, 1 era d'una empresa alimentària, 1 d'una empresa de fabricació d'altres productes industrials, 8 d'empreses de construcció, 3 d'empreses de comerç i reparació d'automòbils, 1 d'una empresa de transport, 2 d'empreses d'hostatgeria i restauració, 1 d'una entitat de l'administració pública i 2 d'empreses classificades com a «altres activitats de serveis».
Dels 10 establiments de servei als particulars que hi havia el 2009, 1 era un taller de reparació d'automòbils i de material agrícola, 1 paleta, 2 guixaires pintors, 2 fusteries, 1 electricista, 1 empresa de construcció, 1 perruqueria i 1 restaurant.
L'únic establiment comercial que hi havia el 2009 era una fleca.
L'any 2000 a Bussy-en-Othe hi havia 11 explotacions agrícoles.

## Equipaments sanitaris i escolars
El 2009 hi havia una escola elemental integrada dins d'un grup escolar amb les comunes properes formant una escola dispersa.

## Poblacions més properes
El següent diagrama mostra les poblacions més properes.